# 志太平野
志太平野（しだへいや）は静岡県中部にある平野である。東は駿河湾に接していて、冬でも気温が下がらず、積雪もほとんどない。北は南アルプスに続く山地、南西側は大井川をはさんで牧之原台地となる。牧之原台地同様、茶の栽培がさかん。

## 主な河川
大井川、栃山川、瀬戸川。

## 志太平野に含まれる自治体
- 焼津市
- 藤枝市
- 島田市
- 吉田町
- 牧之原市

## 交通
- 中世・近世 - 東海道
- 近代以降
  - 鉄道 - 東海道本線・東海道新幹線
  - 国道 - 国道1号
  - 高速道路 - 東名高速道路